# Saint-Sever
Pour les articles homonymes, voir Saint-Sever (homonymie).
Saint-Sever (prononcé [sɛ̃səve] ; en gascon : Sent Sever) est une commune du Sud-Ouest de la France, située dans le département des Landes (région Nouvelle-Aquitaine). Première ville du nouveau canton Chalosse-Tursan, la cité a un temps le statut de sous-préfecture (1790-1926). Saint-Sever possède le siège de la communauté de communes Chalosse Tursan, du CIAS et de l'Office de tourisme communautaire.
Il est d'usage de donner à la commune le nom de « Cap de Gascogne », perpétuant ainsi l'appellation de la localité depuis au moins le bas Moyen Âge : « Caput Vasconiae » (tête de la Vasconie).
Depuis 2019, Saint-Sever arbore un nouveau slogan : « La cité historique des Landes » (présent sous la modernisation de son blason), en référence à son ancrage historique et patrimonial.

## Géographie

### Localisation
Saint-Sever se situe à 18 km au sud de Mont-de-Marsan, sur le bord de la première colline de la région agricole de la Chalosse. Le paysage contraste avec le reste des Landes. Les terres restent morcelées et vallonnées.

### Communes limitrophes
Les communes limitrophes sont  Audignon, Aurice, Banos, Bas-Mauco, Benquet, Cauna, Eyres-Moncube, Montaut, Montgaillard, Montsoué, Saint-Maurice-sur-Adour et Toulouzette.
Les douze communes limitrophes sont :
| Cauna          | Aurice, Bas-Mauco       | Benquet, Saint-Maurice-sur-Adour |
| Toulouzette    | Saint-Sever             | Montgaillard                     |
| Montaut, Banos | Audignon, Eyres-Moncube | Montsoué                         |

### Hydrographie

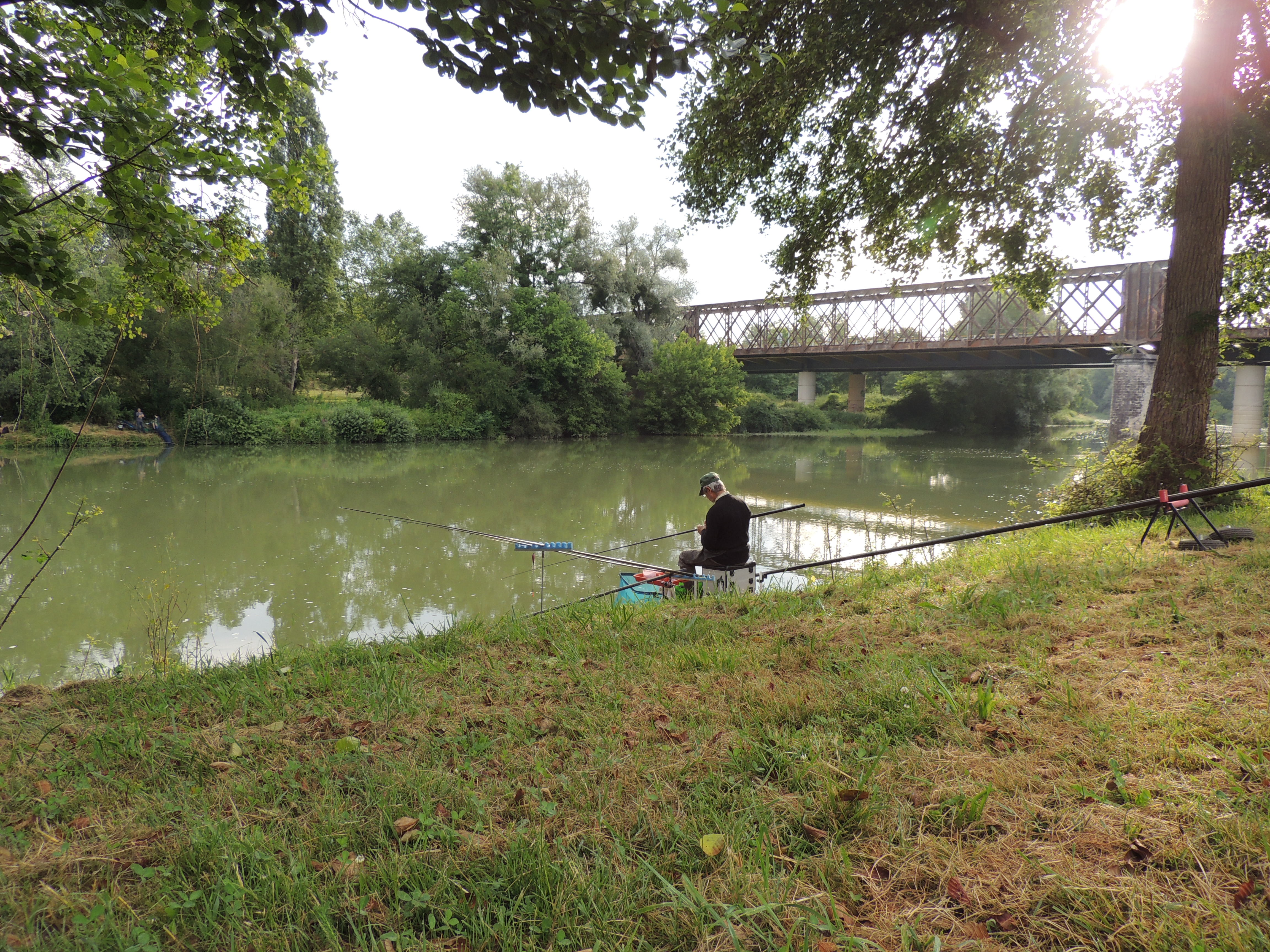
Pêcheur sur les berges de l'Adour à Saint-Sever.

Saint-Sever est bâtie sur une hauteur qui domine la vallée de l'Adour, en rive gauche (côté sud) du fleuve et face à Péré en rive droite (au nord). Le fleuve traverse la commune d'est en ouest sur environ 7,3 km.
En rive gauche à l'entrée du fleuve sur la commune se trouve un ensemble de six plans d'eau totalisant presque 40 hectares, le plus grand portant le nom de Gravière avec 18,5 hectares de surface, les cinq autres étangs mesurant à peu près 8,4 ha, 3,5 ha, 3,3 ha, 3 ha proche du lieu-dit les Gravières et 2,5 ha dont 50 ares sur Montgaillard à l'est.
Immédiatement en amont et en rive droite se trouve un autre ensemble similaire, essentiellement sur la commune voisine de Montgaillard mais dont l'un des étangs, d'environ 18 hectares, est pour moitié sur Saint-Sever. Ces gravières caractéristiques de l'Adour, qui ici se prolongent sur 4 km du lit majeur du fleuve, sont l'objet d'une zone naturelle d'intérêt écologique, faunistique et floristique (ZNIEFF) dans le cadre de Natura 2000.
Passé ces grandes gravières, l'Adour reçoit en rive gauche (côté sud) son affluent le Bahus, qui sur la commune arrose Chantegrit, Nauton, Bourdéou et Lesbarthètes avant de confluer près de Campagne.
À l'endroit où il quitte la commune, il reçoit le ruisseau de Saint-Jean, dit aussi « ruisseau du Bos », qui sert de limite de commune avec Aurice sur le dernier kilomètre avant sa confluence en rive droite près du Moulin du Bas (moulin situé sur la commune d'Aurice).
Le ruisseau de Pichegarie sert de limite de commune avec Eyres-Moncube sur 2,6 km avant de confluer avec le Gabas sur la limite sud de commune, à 300 m à l'est de la D 944.
Le Gabas, affluent en rive gauche de l'Adour et qui coule lui aussi d'est en ouest, prend le relais comme marqueur de limite : d'abord avec Eyres-Moncube sur 650 m, puis avec Audignon sur 4,6 km jusqu'à la confluence du ruisseau d'Audignon, puis Banos sur 2,8 km jusqu'au moulin d'Arcet, enfin avec Montaut sur 1,3 km.
Le ruisseau du Pesqué, qui prend naissance à 2,5 km au sud-est de Benqué, sert de limite de commune avec Saint-Maurice-sur-Adour sur 1,7 km, puis entre Montgaillard et Saint-Maurice-sur-Adour sur 300 m avant de confluer en rive droite de l'Adour et à cheval entre ces deux communes, en amont de la commune de Saint-Sever.

### Climat
Pour des articles plus généraux, voir Climat de la Nouvelle-Aquitaine et Climat des Landes.
Historiquement, la commune est exposée à un climat océanique aquitain.  
En 2020, Météo-France publie une typologie des climats de la France métropolitaine dans laquelle la commune est exposée à un climat océanique et est dans la région climatique  Aquitaine, Gascogne, caractérisée par une pluviométrie abondante au printemps, modérée en automne, un faible ensoleillement au printemps, un été chaud (19,5 °C), des vents faibles, des brouillards fréquents en automne et en hiver et des orages fréquents en été (15 à 20 jours).
Pour la période 1971-2000, la température annuelle moyenne est de 13,5 °C, avec une amplitude thermique annuelle de 14,2 °C. Le cumul annuel moyen de précipitations est de 1 080 mm, avec 12,4 jours de précipitations en janvier et 7,7 jours en juillet. Pour la période 1991-2020, la température moyenne annuelle observée sur la station météorologique la plus proche, située sur la commune de Grenade-sur-l'Adour à 12 km à vol d'oiseau, est de 14,1 °C et le cumul annuel moyen de précipitations est de 1 009,5 mm,. Pour l'avenir, les paramètres climatiques de la commune estimés pour 2050 selon différents scénarios d'émission de gaz à effet de serre sont consultables sur un site dédié publié par Météo-France en novembre 2022.

## Urbanisme

### Typologie
Au 1er janvier 2024, Saint-Sever est catégorisée bourg rural, selon la nouvelle grille communale de densité à sept niveaux définie par l'Insee en 2022.
Elle appartient à l'unité urbaine de Saint-Sever, une unité urbaine monocommunale constituant une ville isolée,. Par ailleurs la commune fait partie de l'aire d'attraction de Mont-de-Marsan, dont elle est une commune de la couronne,. Cette aire, qui regroupe 101 communes, est catégorisée dans les aires de 50 000 à moins de 200 000 habitants,.

### Occupation des sols

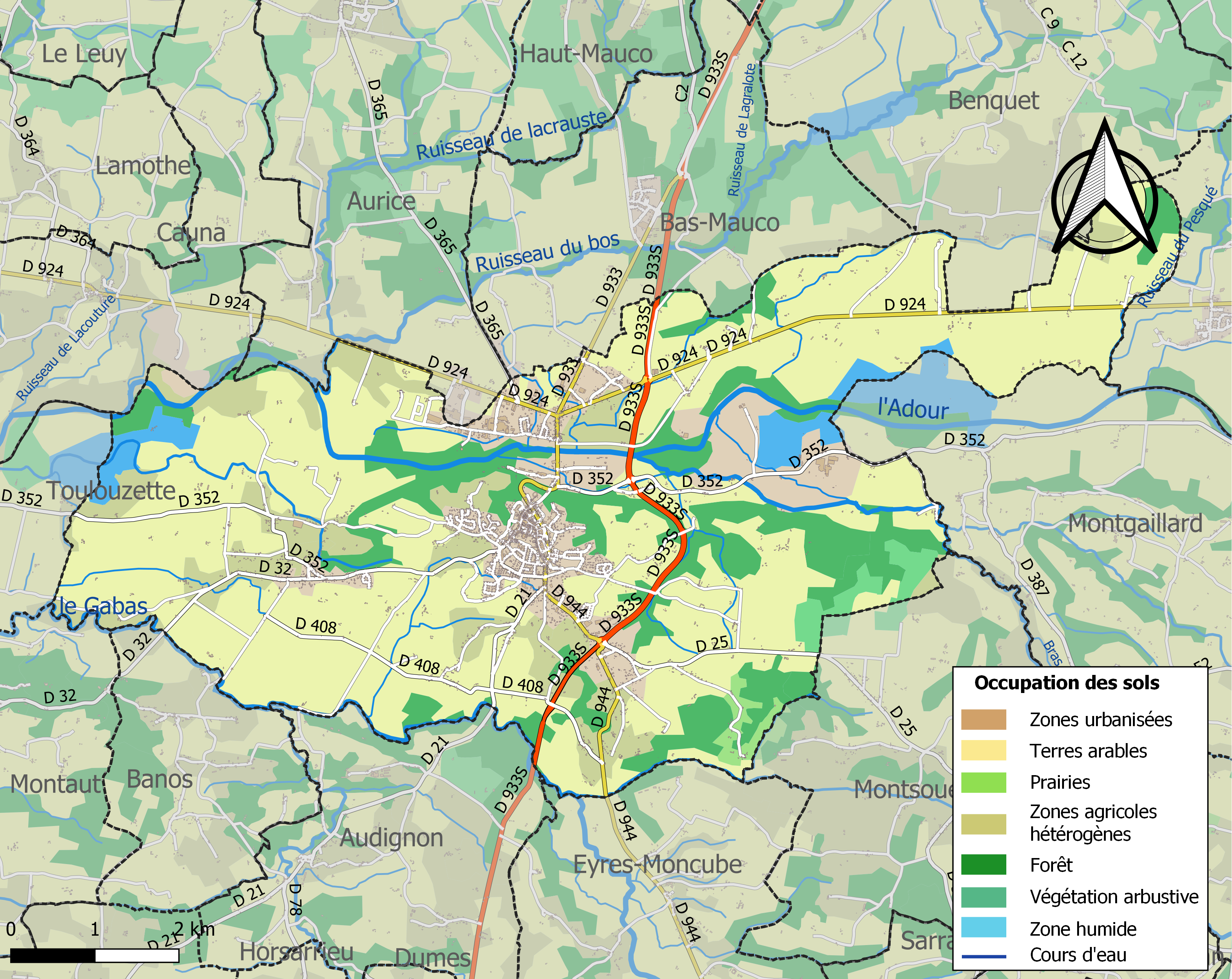
Carte des infrastructures et de l'occupation des sols de la commune en 2018 (CLC).

L'occupation des sols de la commune, telle qu'elle ressort de la base de données européenne d’occupation biophysique des sols Corine Land Cover (CLC), est marquée par l'importance des territoires agricoles (69,3 % en 2018), en diminution par rapport à 1990 (73,9 %). La répartition détaillée en 2018 est la suivante : terres arables (57,2 %), forêts (15,5 %), zones agricoles hétérogènes (11,5 %), zones urbanisées (6,4 %), mines, décharges et chantiers (2,7 %), eaux continentales (2,3 %), zones industrielles ou commerciales et réseaux de communication (1,9 %), milieux à végétation arbustive et/ou herbacée (1,2 %), espaces verts artificialisés, non agricoles (0,7 %), prairies (0,7 %). L'évolution de l’occupation des sols de la commune et de ses infrastructures peut être observée sur les différentes représentations cartographiques du territoire : la carte de Cassini (XVIIIe siècle), la carte d'état-major (1820-1866) et les cartes ou photos aériennes de l'IGN pour la période actuelle (1950 à aujourd'hui).

### Hameaux et lieux-dits
Les lieux-dits suivis d'une astérisque sont situés à l'écart de la route indiquée.
A
- Alexis*, D25
- Augeron*, D924 (rte d'Aire-sur-l'Adour)
- Augreilh, D32

B
- Barboulet, Chmin de Barboulet
- Barthé, D408
- Beau-Séjour*, D25
- Bel-Air*, D944
- Bellegarde, Chmin de Soustras
- Béou de Haut*, Chmin de Soustras
- Bernède*, D21 (rte d'Amou)
- Bertauton*, D32
- Bet Céou, D32
- Biard*, D352
- Bonnehé*, D944
- Bordenave*, D352
- Bouet*, D32
- Bouheben*, D924 (rte d'Aire-sur-l'Adour)
- Bourdéou*, Chmin du Fréron (N. De la D25)
- Bourrouil*, D924 (rte d'Aire-sur-l'Adour)
- Bouscat, Chmin du Bouscat

C
- Cabos, D924 (rte d'Aire-sur-l'Adour)
- Cadeyré*, D408
- Cambran*, D924 (rte d'Aire-sur-l'Adour)
- Campagne, D352
- Campillo, D352
- Caouhepé*, D25
- Cap-dou-Bos, Chmin de Barboulet
- Castagnet*, Chmin de Barboulet
- Cataloun*, D924 (rte d'Aire-sur-l'Adour)
- Cazaque*, D924 (rte d'Aire-sur-l'Adour)
- Cazenave, D352
- Chantegrit, D352
- Charlon, D25
- Chinche, Chmin de Soustras (O. de St-Sever)
- Choy*, D352
- Comte*, D944
- Cousso, D408
- Coy, D944
- Crampot*, D25

E
- Escalès, D25
- Espagne*, D924 (rte d'Aire-sur-l'Adour)

F
- Falot*, Chmin de Soustras
- Fourré, Chmin de Barboulet
- Frère*, Chmin du Frère (de la D924 - Av. de l'Armagnac)
- Fréron, Chmin du Fréron (N. De la D25)

G
- Gabriel, D408
- Gouaillardet*, Chmin de Barboulet
- Gourrié*, D352
- Grand Escoubès*, D924 (rte de Tartas)
- Grand Lhé*, D352
- Gravières*, D924 (rte d'Aire-sur-l'Adour)
- Grit*, Chmin de Soustras
- Guibert, Rue de Papin (depuis l'av. du Gal de Gaulle - D944)
- Guilhembos, D924 (rte d'Aire-sur-l'Adour)
- Guillausse*, Chmin de Soustras
- Guillon*, D924 (rte de Tartas)
- Guiron, D352

H
- Haut*, D25
- Hazères*, D32
- Hourné*, D32
- Housqueyres, D352

J
- Jeancanet, D352
- Jeandelamou*, D924 (rte d'Aire-sur-l'Adour)
- Jouambert*, D408
- Jouanhosse*, D944
- Jouliou*, D933s (rte de Mont-de-Marsan)
- Jouliou de Bas, D924 (rte de Tartas)

L
- Labays, D352
- Ladou*, D944 (av. du Tursan)
- Lacabanne*, D352
- Lacoste*, Chmin de Xaintraille (de la D924 - Av. de l'Armagnac)
- Lacournère*, D352
- Lagrange, D32
- Lahouze*, D924 (rte d'Aire-sur-l'Adour)
- Langla, D408
- Lanot, D32
- Lapaloque, Rue de Papin (depuis l'av. du Gal de Gaulle - D944)
- Laroch, Chmin de Laroch (N. De la D25)
- Larrebouille*, D944
- Larron*, D25
- Lartigaou*, D944
- Lartigues*, Chmin de Soustras (O. de St-Sever)
- Lassalle, D352
- Lastutes*, D924 (rte d'Aire-sur-l'Adour)
- Lataste, D408
- Léonie, D924 (rte d'Aire-sur-l'Adour)
- Lesbarrères*, D944 (av. du Tursan)
- Lesbarthètes*, D352
- Leydou*, D944
- Liou*, D32
- Loubart, Chmin du Loubart (N. De la D25)
- Loueytabé*, D32
- Louis*, D32
- Loustalot, D933 (rd-point D944 et D25)

M
- Magnette, Chmin de Soustras
- Maisonnave, Rue de Papin (depuis l'av. du Gal de Gaulle - D944)
- Malaguerre*, D408
- Marguit, D352
- Marmounet*, D25
- Marpaps, Chmin de Barboulet
- Marquis, Chmin de Soustras (O. de St-Sever)
- Marroc*, Av. du Gal de Gaulle (D944)
- Marthe*, D924 (rte d'Aire-sur-l'Adour)
- Martinon*, D924 - Av. de l'Armagnac
- Matoch*, D924 (rte d'Aire-sur-l'Adour)
- Meignon*, Chmin de Xaintraille (de la D924 - av. de l'Armagnac)
- Meignos, D352
- Ménaboun*, D924 (rte d'Aire-sur-l'Adour)
- Métaou*, D21 (rte d'Amou)
- Miegeborde*, D924 (rte d'Aire-sur-l'Adour)
- Le moulin d'Arcet*, D32
- Le Moulin de Papin, Rue de Papin (depuis l'av. du Gal de Gaulle - D944)
- Mouret*, D924 (rte d'Aire-sur-l'Adour)
- Mourilloun*, D924 (rte d'Aire-sur-l'Adour)

N
- Nauton*, Chmin de Nauton à Canère D352
- Notre-Dame*, D944 (av. du Tursan)

P
- Pachéras*, D25
- Pailléou, D408
- Panchan, D352
- Pâque*, D944
- Paris, Chmin du Fréron (N. De la D25)
- Passatgé*, D352
- Pé*, D944
- Péchinan*, D408
- Péré*, Rte de Mont-de-Marsan
- Pétrus*, Chmin de Barboulet
- Péyine*, D924 (rte d'Aire-sur-l'Adour)
- Peyre*, D944 (av. du Tursan)
- Pierron, D944
- Pintesèque, D924 (rte d'Aire-sur-l'Adour)
- Piré*, D924 (rte d'Aire-sur-l'Adour)
- Pirotte*, D32
- Planitou, Chmin de Barboulet
- Point du Jour*, D25
- Portets*, D21
- Pouchiou*, D32
- Poussé*, D352
- Pradérot*, D32

Q
- Quarante*, Chmin de Barboulet

R
- Ramounet, D408
- Roux*, D944

S
- Saint-Sarian*, D924 (rte d'Aire-sur-l'Adour)
- Sainte-Eulalie*, D924 (rte d'Aire-sur-l'Adour)
- Sambouès*, D21 (rte d'Amou)
- Sarrail*, D408
- Saubières, D25
- Sensibat, D25
- Soustras, Chmin de Soustras (O. de St-Sever)

T
- Talabot*, D944 (av. du Tursan)
- Tchalot*, D25
- Téchené, Chmin de Soustras (O. de St-Sever)
- Tembourré, D408
- Treytin*, Av. du Béarn (vers le Bouscat)
- Telli*, D944

U
- Urgons*, D32

X
- Xaintraille, Chmin de Xaintraille (de la D924 - Av. de l'Armagnac)

### Voies de communication et transports

#### Routes
La D 933s reliant Mont-de-Marsan (18 km au nord) à Orthez (39 km S-S-O) traverse la commune du nord au sud, contournant le centre-ville de Saint-Sever par l'est. Elle est en mode "voie rapide", à 2x2 voies sans autre accès que par les trois ronds-points sur toute sa traversée de la commune sauf les derniers 770 m avant de passer sur Audignon au sud. Il y a une bretelle de sortie « Saint-Sever - sud » au début de la voie rapide mais seulement en direction de Mont-de-Marsan (direction sud-nord), et sans entrée.
Trois routes départementales traversent la commune et trois autres commencent à Saint-Sever :
- la D 944 va de Saint-Sever à Pau (70 km au sud-est). Passant par le centre ville, elle passe le pont de Péré et est prolongée au nord du rond-point de Péré par la D 933 ;
- la D 924 reliant Tartas (20 km à l'ouest) à Aire-sur-l'Adour (30 km à l'est) passe à Péré au nord de l'Adour ;
- la D 352, la « route de l'Adour », suit la rive gauche du fleuve vers l'ouest jusqu'à Mugron à 16 km et vers l'est jusqu'à Aire-sur-l'Adour ;
- la D 32 relie Saint-Sever à Dax (46 km E-S-E, mais de nos jours il est plus rapide de passer par Tartas puis par la D 824 jusqu'à Dax) ;
- la D 25 va de Saint-Sever vers Bahus-Soubiran (22 km au sud-est, les 3 derniers kilomètres par la D 11 et la D 62) ;
- la D 21 va de Saint-Sever à Amou (28 km au sud-ouest mais le trajet est plus rapide par Hagetmau et Nassiet).

#### Train
La gare de Saint-Sever a été construite entre 1883 et 1890. La ligne de Saint-Sever à Hagetmau a été fermée aux marchandises en 2009 et aux passagers en 2018. L'accès aux trains le plus proche est la gare de Mont-de-Marsan.

### Risques majeurs
Le territoire de la commune de Saint-Sever est vulnérable à différents aléas naturels : météorologiques (tempête, orage, neige, grand froid, canicule ou sécheresse), inondations, mouvements de terrains et séisme (sismicité faible). Il est également exposé à un risque technologique, le transport de matières dangereuses. Un site publié par le BRGM permet d'évaluer simplement et rapidement les risques d'un bien localisé soit par son adresse soit par le numéro de sa parcelle.

#### Risques naturels
Certaines parties du territoire communal sont susceptibles d’être affectées par le risque d’inondation par débordement de cours d'eau, notamment l'Adour, le Bahus, le ruisseau du Bos et le Gabas. La commune a été reconnue en état de catastrophe naturelle au titre des dommages causés par les inondations et coulées de boue survenues en 1993, 1999, 2009, 2018 et 2020,.
Les mouvements de terrains susceptibles de se produire sur la commune sont des tassements différentiels.

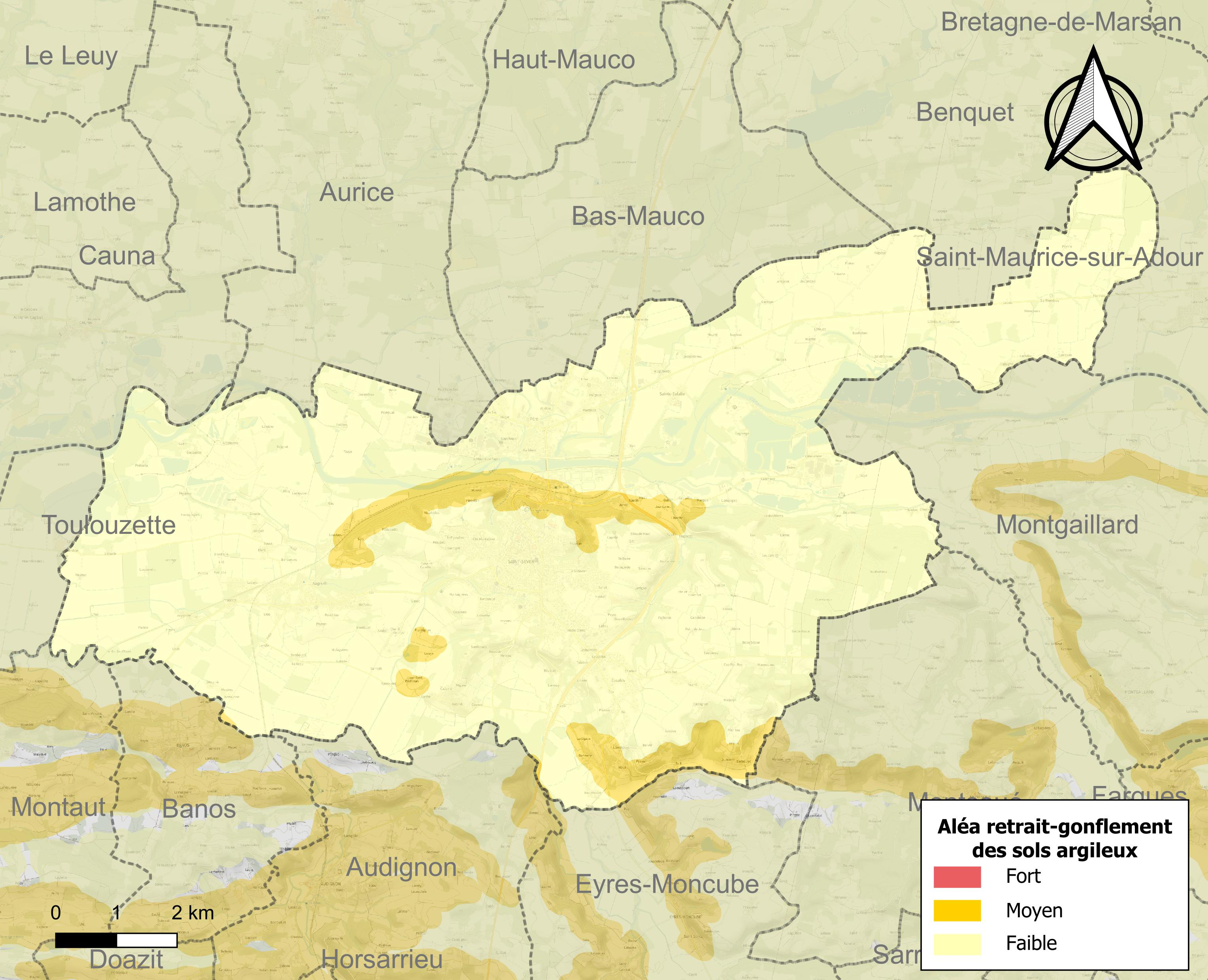
Carte des zones d'aléa retrait-gonflement des sols argileux de Saint-Sever.

Le retrait-gonflement des sols argileux est susceptible d'engendrer des dommages importants aux bâtiments en cas d’alternance de périodes de sécheresse et de pluie. 7,1 % de la superficie communale est en aléa moyen ou fort (19,2 % au niveau départemental et 48,5 % au niveau national). Sur les 2 145 bâtiments dénombrés sur la commune en 2019, 102 sont en aléa moyen ou fort, soit 5 %, à comparer aux 17 % au niveau départemental et 54 % au niveau national. Une cartographie de l'exposition du territoire national au retrait gonflement des sols argileux est disponible sur le site du BRGM,.
Concernant les mouvements de terrains, la commune a été reconnue en état de catastrophe naturelle au titre des dommages causés par des mouvements de terrain en 1999 et 2020.

#### Risques technologiques
Le risque de transport de matières dangereuses sur la commune est lié à sa traversée par une ou des infrastructures routières ou ferroviaires importantes ou la présence d'une canalisation de transport d'hydrocarbures. Un accident se produisant sur de telles infrastructures est susceptible d’avoir des effets graves sur les biens, les personnes ou l'environnement, selon la nature du matériau transporté. Des dispositions d’urbanisme peuvent être préconisées en conséquence.

## Histoire

### Époque gallo-romaine
Un camp militaire romain est édifié sur la butte de Morlanne vers 56 av. J.-C. Il est fait état dans plusieurs documents anciens de la présence dans ce « Castra romanum » du « Palestrion », une résidence du gouverneur romain.
Au IVe siècle, il existe une villa gallo-romaine au lieu-dit Gleyzia, quartier d'Augreilh qui fut fouillée en 1870 et entre 1969 et 1984. C'est une grande villa avec deux péristyles. Elle fut reconstruite en partie entre 1985 et 2015 par le docteur Paul Dubédat.

### Haut Moyen Âge
En 407, Severus est envoyé par le pape pour évangéliser la région de Novempopulanie. Il est martyrisé par les Vandales et, au VIIIe siècle, les bénédictins édifient une chapelle pour recueillir la dépouille du saint.
Le monastère actuel est fondé par Guillaume Sanche, comte de Gascogne, le 11 septembre 988. Selon le récit des moines, cette donation comtale serait la concrétisation d'une promesse faite par Guillaume Sanche lors de la bataille de Taller. Les liens entre le comte de Gascogne et le monastère de Saint-Sever sont étroits, Il réunit plusieurs fois à Saint-Sever sa "curia" (conseil comtal à visées politiques et judiciaires).
À la suite d'un incendie et sous l'impulsion de l'abbé Grégoire de Montaner, l'abbatiale est reconstruite à partir de 1060 sur le modèle de la 2e abbatiale de Cluny. C'est également sous l'abbatiat de Grégoire que les copistes travaillent sur le Beatus, manuscrit transcrivant l'apocalypse de saint Jean et enluminé au XIe siècle (conservé aujourd'hui à la Bibliothèque Nationale). C'est la seule enluminure française de l'apocalypse.
Source d'une intense vie spirituelle et religieuse, l'abbaye développe ses possessions jusqu'à Soulac en Médoc et Pampelune, au point de devenir l'une des plus importantes d'Aquitaine. Elle contrôle un important tronçon de la via Lemovicensis, et les pèlerins partis de Vézelay vers Saint-Jacques-de-Compostelle prennent l'habitude de s'y arrêter en grand nombre pour y vénérer les reliques du saint.
En 1100, l'abbé Suavius accorde une charte qui constitue les prémices d'un statut urbain, tout en conservant pour l'abbé la haute main sur la ville.
Par le second mariage d'Aliénor d'Aquitaine en 1152, la ville passe sous suzeraineté de la famille Plantagenêt, donc du roi d'Angleterre.
Au XIIIe siècle, les habitants cherchent à s'affranchir de la tutelle de l'abbaye. Après une première révolte « communale » en 1208 et l'établissement de liens privilégiés entre les bourgeois et le suzerain anglais allant jusqu'à la création éphémère d'un poste de maire en 1254, l'autorité des moines s'en trouve fort affaiblie. L'abbé Garcia Arnaud finit par appeler en paréage le roi d'Angleterre, qui impose la création d'un conseil de jurats. Le paréage fut signé le 31 juillet 1270. Cette lente construction politique s'accompagne de la mise en place d'une « coutume de Saint-Sever », qui trouvera sa concrétisation par une approbation royale en 1380. Une copie de 1480 en gascon est conservée aux archives des Landes (manuscrit E57). Une copie de chancellerie en latin est disponible dans les rôles gascons du public office records de Londres. Ce document juridique compile des dispositions de droit pénal, de droit privé et d'administration de la cité médiévale de Saint-Sever. Il présente aussi les principes d'un mécanisme de solidarité collective contre de multiples risques, le « droit du voisin ».

### Bas Moyen Âge
Au cours de l'affrontement entre les dynasties Plantagenêt et Capétienne, Saint-Sever est conquise en juillet 1295 par Charles de Valois pour le compte de son frère Philippe le Bel après un siège de trois mois ; mais le mariage de la fille de Philippe le Bel avec Édouard II d'Angleterre rend la ville aux Anglais. Les Français font des incursions en 1360 et 1380. Puis en 1442, le roi de France Charles VII ramène définitivement la ville dans les possessions françaises. À la fin d'année 1461, le roi Louis XI (1423-1461-1483) confirme sa protection de l'abbaye de Saint-Sever par les lettres patentes.
Le 11 septembre 1569, les troupes protestantes de Montgomery détruisent partiellement la ville.

### Les temps modernes
Elle fut chef-lieu de l'un des quatre districts du département des Landes de 1790 à 1795.
Lors de la création des arrondissements en 1800, Saint-Sever est promu en chef-lieu. Mais l'arrondissement de Saint-Sever est supprimé le 10 septembre 1926.
Au cours de la période de la Convention nationale (1792-1795), la commune porta le nom révolutionnaire de Mont-Adour.

### Héraldique
| Blason de | Blason  | Mi-parti, au premier d'azur aux trois fleurs de lys d'or, au second de gueules aux huit mouchetures d'hermine d'argent ordonnées en orle |
| Blason de | Détails | Officiel, présenté sur le site internet de la commune                                                                                    |

## Politique et administration

### Administration municipale
Le nombre d'habitants au recensement de 2011 étant compris entre 3 500 habitants et 4 999 habitants au dernier recensement, le nombre de membres du conseil municipal est de vingt sept,.

### Rattachements administratifs et électoraux
Commune faisant partie de la communauté de communes Chalosse Tursan et du canton de Chalosse Tursan (avant le redécoupage départemental de 2014, Saint-Sever était le chef-lieu de l'ex-canton de Saint-Sever) et avant le 1er janvier 2017 elle faisait partie de la communauté de communes du Cap de Gascogne.
Saint-Sever est le siège de la nouvelle communauté Chalosse-Tursan comprenant les anciens cantons de Geaune, Hagetmau et Saint Sever.

### Liste des maires
| Période                                                                                                 | Période  | Identité            | Étiquette | Qualité                                                                                 |
| --- | -------- | ------------------- | --------- | --------------------------------------------------------------------------------------- |
| 1929 | 1941     | Albert Larrède      | PRRRS     | Conseiller général du canton de Saint-Sever (1925-1936)                                 |
| 1941 | 1944     | Louis Fournier      | SFIO      | Conseiller général du canton de Saint-Sever (1937-1940)                                 |
| 1944 | 1945     | Albert Larrède      | PRRRS     | Conseiller général du canton de Saint-Sever (1925-1936)                                 |
| 1945 | 1965     | Louis Fournier      | SFIO      | Chirurgien Sénateur (1959-1965) Conseiller général du canton de Saint-Sever (1945-1968) |
| mars 1965                                                                                               | 1989     | Jean-Marie Commenay | CDP-UDF   | Avocat Député (1958-1978)                                                               |
| mars 1989                                                                                               | 2001     | Jean-Claude Brèthes | PS        | Chef d'entreprise Conseiller général du canton de Saint-Sever (1982-2001)               |
| mars 2001                                                                                               | 2014     | Jean-Pierre Dalm    | PS        | Médecin Conseiller général du canton de Saint-Sever (2001-2015)                         |
| mars 2014                                                                                               | En cours | Arnaud Tauzin       | UMP-LR    | Chef d'entreprise Conseiller régional                                                   |
| Les données manquantes sont à compléter.éléments biographiques des maires de Saint-Sever de 1789 à 1929 |          |                     |           |                                                                                         |

Liste des maires de Saint Sever du 14 juillet 1789 au 31 décembre 2000
http://ypf-dico.blogspot.fr/2008/10/m-maires-de-saint-sever-du-14-juillet.html

### Politique environnementale
Dans son palmarès 2024, le Conseil national de villes et villages fleuris de France a attribué trois fleurs à la commune.

### Jumelages
Puente la Reina (Espagne) depuis le 24 juin 1973, en raison des liens du chemin de Saint-Jacques-de-Compostelle.

## Démographie
| 1793  | 1800  | 1806  | 1821  | 1831  | 1836  | 1841  | 1846  | 1851  |
| ----- | ----- | ----- | ----- | ----- | ----- | ----- | ----- | ----- |
| 5 000 | 5 844 | 5 244 | 5 400 | 5 494 | 5 863 | 5 238 | 5 010 | 4 282 |

| 1856  | 1861  | 1866  | 1872  | 1876  | 1881  | 1886  | 1891  | 1896  |
| ----- | ----- | ----- | ----- | ----- | ----- | ----- | ----- | ----- |
| 4 808 | 4 818 | 4 980 | 4 734 | 4 917 | 4 864 | 4 869 | 4 805 | 4 677 |

| 1901  | 1906  | 1911  | 1921  | 1926  | 1931  | 1936  | 1946  | 1954  |
| ----- | ----- | ----- | ----- | ----- | ----- | ----- | ----- | ----- |
| 4 769 | 4 644 | 4 527 | 3 967 | 4 022 | 3 661 | 3 855 | 3 727 | 3 822 |

| 1962  | 1968  | 1975  | 1982  | 1990  | 1999  | 2006  | 2011  | 2016  |
| ----- | ----- | ----- | ----- | ----- | ----- | ----- | ----- | ----- |
| 3 983 | 4 360 | 4 716 | 4 716 | 4 536 | 4 455 | 4 625 | 4 758 | 4 958 |

| 2021  | 2022  | - | - | - | - | - | - | - |
| ----- | ----- | - | - | - | - | - | - | - |
| 4 983 | 5 038 | - | - | - | - | - | - | - |

## Économie
- Fermiers Landais (Les) : poulets et volailles fermières (385 emplois) ;
- Castaing : foie gras et produits du terroir (50 emplois) ;
- Delpeyrat : foie gras et produits du terroir (75 emplois) ;
- Dubernet : foie gras et produits du terroir (? emplois) ;
- Cazaubon : duvets et couettes (15 emplois) ;
- Pyrenex : duvets et couettes, créations textiles bientôt sans couture (140 emplois) ;
- Française de Nutrition animale, nutrition, santé et d'hygiène (110 emplois) ;
- Valdour (Le) : conserverie de maïs doux (30 000 tonnes par an), légumes surgelés (130 emplois) ;
- Dupuy & Fils (Ets) : concessionnaire et distributeur de matériel agricole (30 emplois) ;
- Feugas : métallerie (50 emplois) ;
- Carrefour Market : supermarché (200 emplois) ;
- Intermarché : supermarché (70 emplois) ;
- Transport de marchandises Lauqué (60 emplois) ;
- TFE : Transports frigorifiques européens ;
- Sols-Gascogne : bâtiment (8 emplois).

Un marché animé et diversifié se déroule tous les samedis matin de la place du Tour-du-Sol à la place du Tribunal, ainsi qu'un marché fermier dans les halles.

## Traditions locales

### La tradition tauromachique

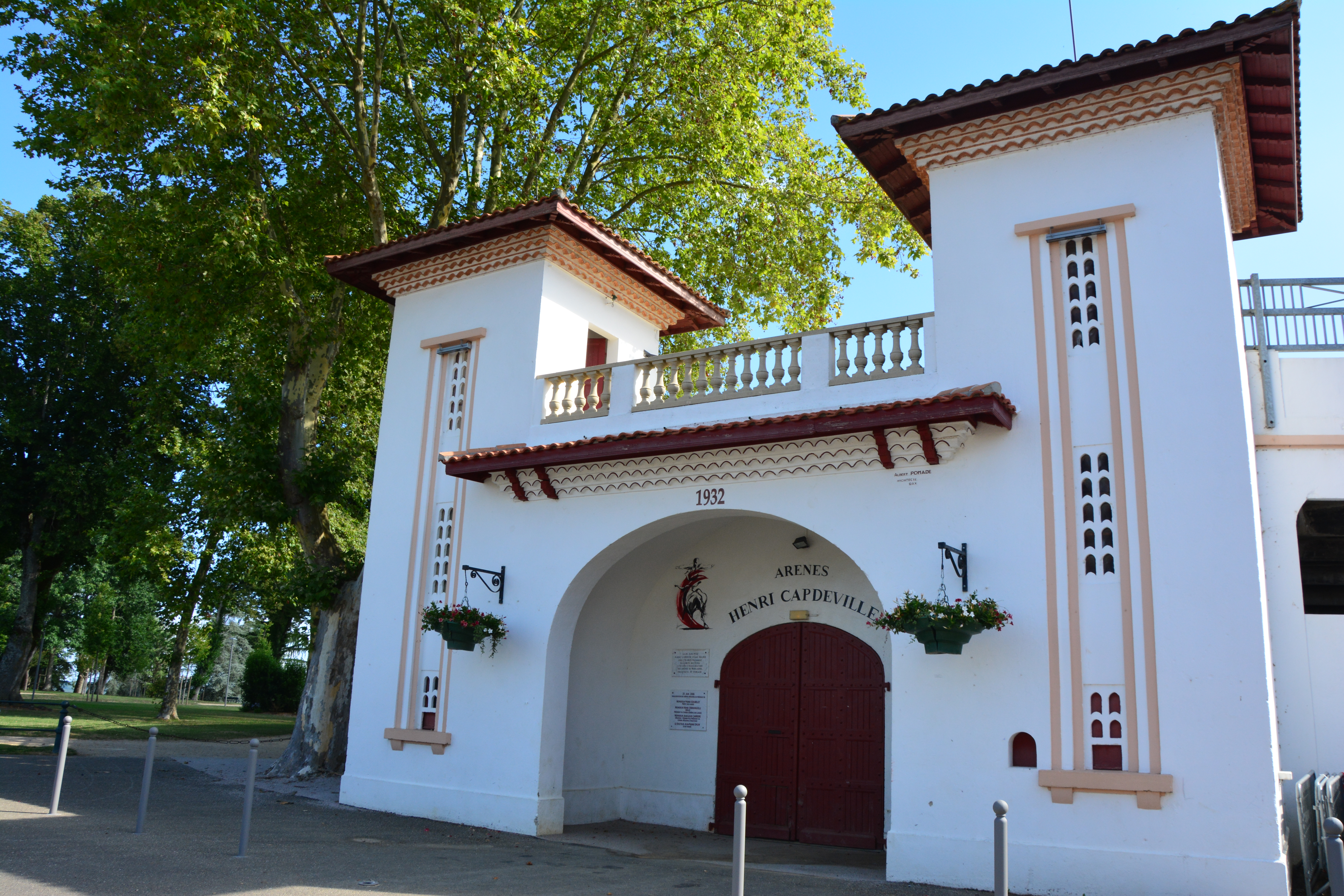
Les arènes de Morlanne à Saint-Sever.

Un document juridique de 1457, conservé aux Archives nationales (JJ189,n°VII xx X fol. 69 verso), mis au jour par Charles Samaran, directeur honoraire des Archives de France, fait mention à Saint-Sever d'une tradition taurine pour les fêtes de la Saint-Jean-Baptiste, où l'on fait courir des taureaux dans chaque rue. Ces jeux taurins ancestraux sont une des origines de la course landaise.
Au XIXe siècle, les spectacles taurins se fixent aux arènes de Morlanne. À partir de 1861, Saint-Sever découvre la tauromachie espagnole ou provençale avec des spectacles mixtes hispano-landais ou bien provenço-landais.
En 1932, les actuelles arènes de Morlanne sont inaugurées, sur le plateau de Morlanne. Elles sont à la fois adaptées aux courses landaises et aux corridas, ce qui permet depuis lors d'alterner ces spectacles.
Le 25 juin 1972, les « toreros français », dont Nimeño I, Nimeño II et Simon Casas, manifestent en piste pour réclamer le droit de toréer au même titre que leurs collègues espagnols. Ils font passer un des taureaux sous un drapeau français. Depuis 2004, la ville organise des encierros. En 2011, les arènes de Morlanne sont baptisées du nom d'Henri Capdeville, grand aficionado saint-severin, président du Cercle Taurin du Cap de Gascogne, également président de la Fédération des Sociétés Taurines de France (1979-1999).
La ville est membre du l'Union des villes taurines françaises.

### La tradition gasconne
- La ville est dans la zone linguistique occitane (et plus spécifiquement du gascon). Son nom local est Sent Sever (prononcé : [sen se'βe]). Elle maintient des fêtes traditionnelles, accompagnées de chants gascons, comme la halha de Nadau (le grand feu de Noël, le pendant du feu de la Saint-Jean-d'Été).
- En 1981, Saint-Sever a accueilli la grande fête du Félibrige : la Senta Estela.

### La tradition agricole et culinaire
L'activité agricole assure l'essentiel de la vie économique :
Côté cultures, le maïs reste prépondérant mais les cultures maraichères se diversifient. Pour l'élevage, plusieurs produits font le renom de la région de Saint-Sever :
- le foie gras de canard gras et tous les produits dérivés, grande tradition régionale ;
- les volailles, dont, en particulier, le poulet jaune des landes, qui a fait l'objet en 1965 de la première attribution d'un label rouge en France[37] ;
- le bœuf de Chalosse, élevé pendant trois ans avec une nourriture 100 % naturelle.

Deux grandes manifestations se déroulent à Saint-Sever, centrées sur le cloître des Jacobins :
- les Festivolailles le dernier week-end de novembre ou le premier de décembre (voir la section « Événements » plus bas) ;
- la fête du foie gras le 14 juillet.

Un éleveur s'est démarqué dans son choix d'animaux : en plus des oies traditionnelles il élève, façon bio mais sans les « déviances commerciales et industrielles » qui y sont parfois attachées, des porcs de Gascogne et des chèvres des Pyrénées, races locales mieux adaptées à l'environnement, dans une recherche promouvant « la rusticité et l'adaptation des bêtes au milieu naturel ».

### La tradition du rugby
- Le Sport athlétique saint-séverin, le SASS, est fondé en 1905 autour de la pratique du rugby.
- Le club est champion de France de promotion honneur en 1926.
- Les figures de proue du club sont :
  - René Crabos (né et mort à Saint-Sever, 1899 - 1964), qui fut l'un des stratèges des lignes arrière de l'équipe de France et président de la FFR ;
  - l'international Roger Brethes (né à Saint-Sever en 1936).

## Lieux et monuments

### Patrimoine religieux
- L'abbaye de Saint-Sever (XIe siècle), classée monument historique en 1911 et inscrite au Patrimoine Mondial de l'UNESCO en 1998[39],[40].
- L'ancien couvent des Jacobins[41] et le cloître dominicain (XIIIe siècle), rebâti en briques roses. De nos jours ce monument est utilisé à but socioculturel. Il héberge le Musée d'art et d'histoire du Cap de Gascogne, qui aborde l'histoire de l'ancienne capitale de la Gascogne.
- Église d'Augreilh
- Chapelle Saint-Jean de Péré
- Église Sainte-Eulalie de Saint-Sever
- Le Carmel du Christ-Roi accueille depuis octobre 1931 une communauté de carmélites originaire du carmel de Bordeaux, à son retour d'un exil de vingt-cinq ans en Espagne.

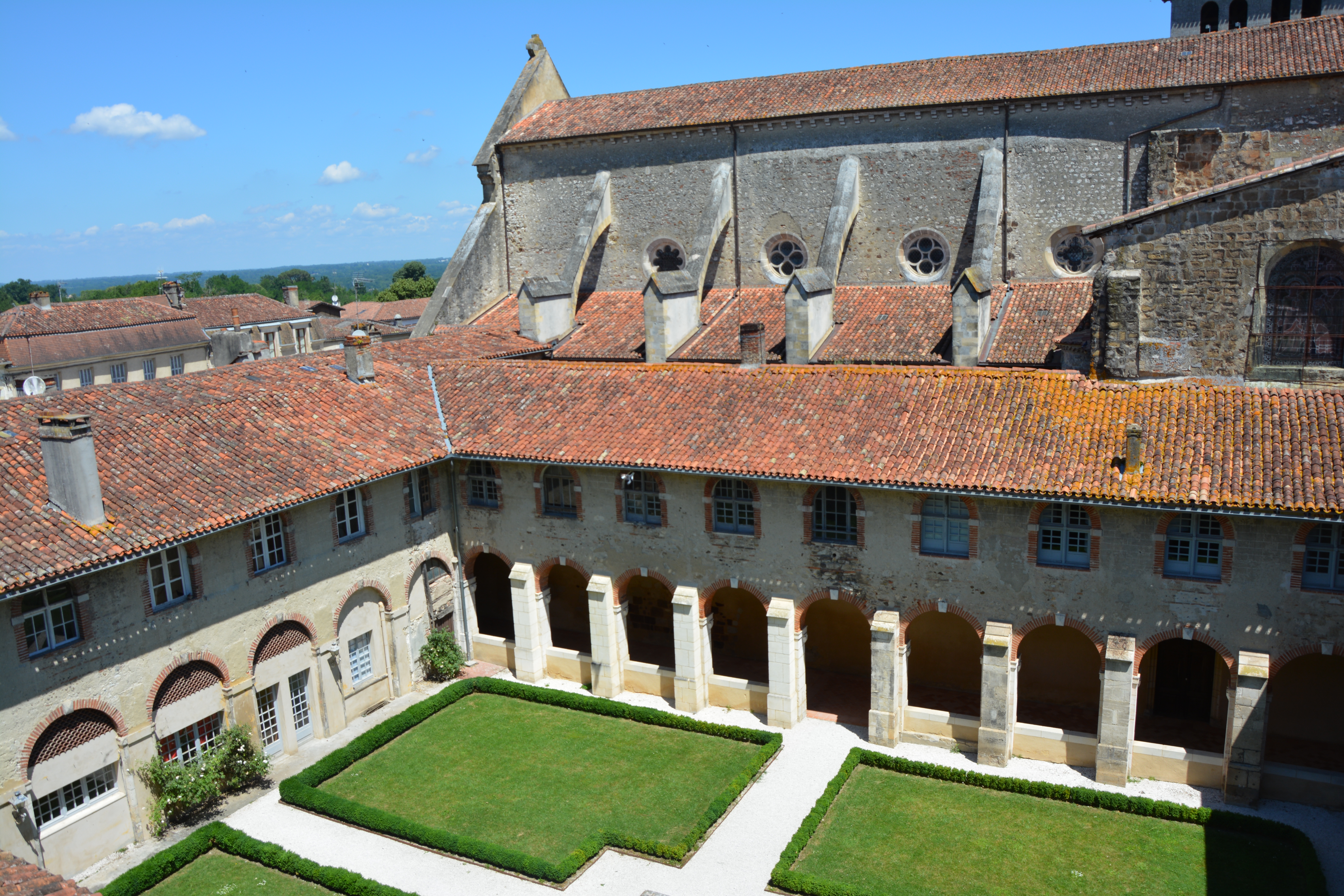
Abbaye de Saint-Sever et son cloître.
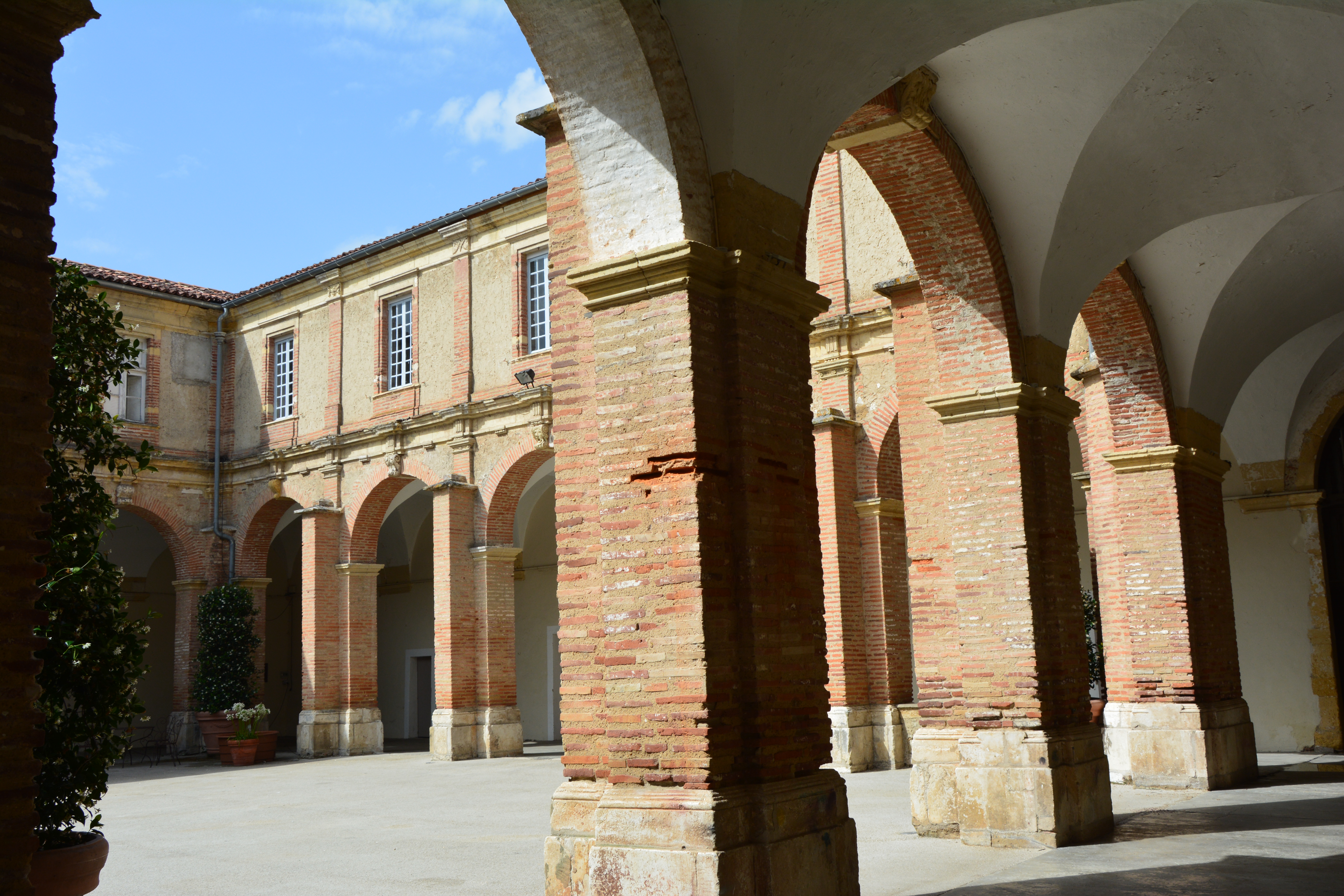
Cloître couvent des Jacobins Saint-Sever.
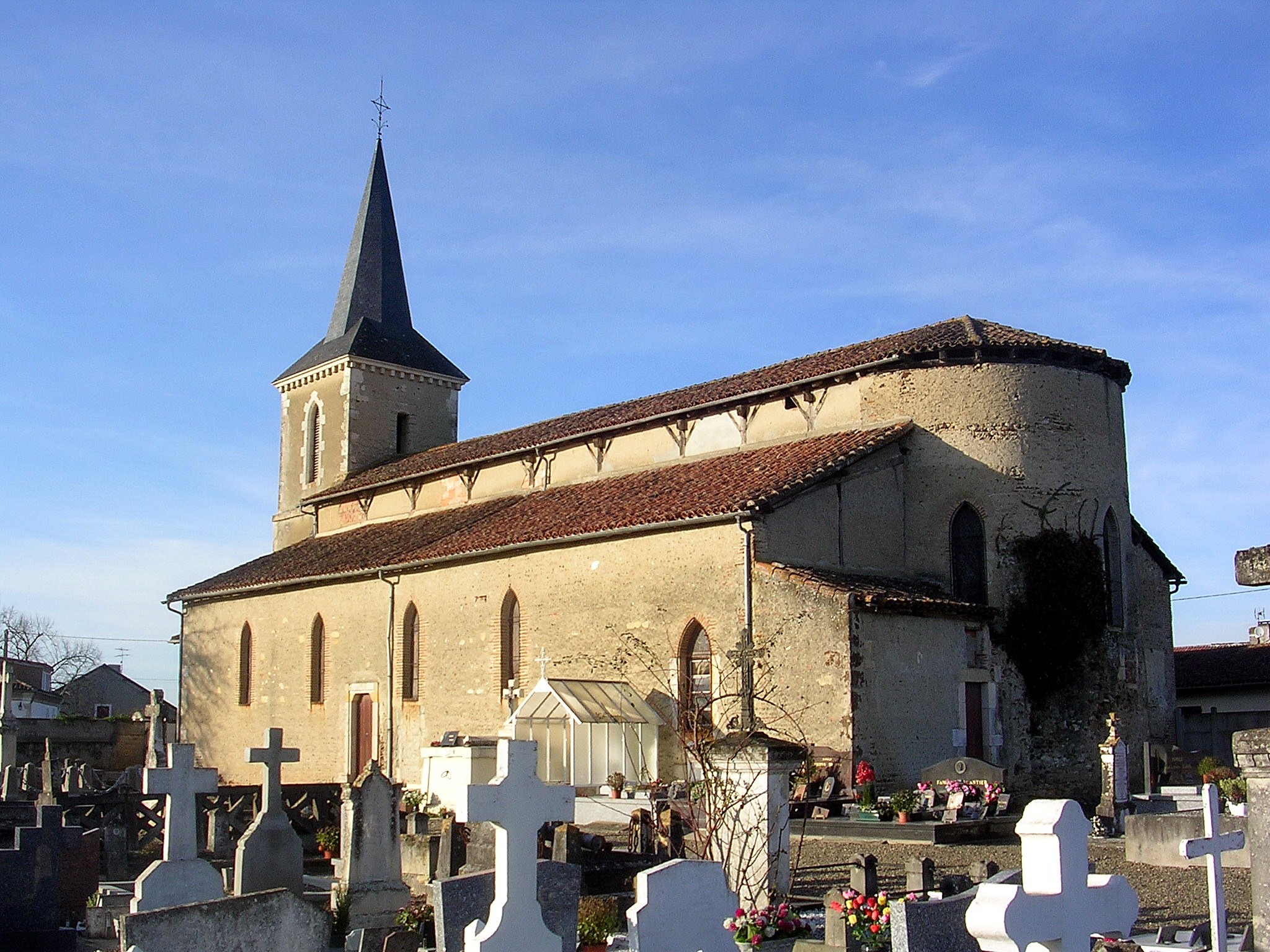
Église Sainte-Eulalie.

### Patrimoine civil
- Maison du Docteur Sentex, inscrite aux monuments historiques en 2004[42].
- Villa gallo-romaine du Gleyzia d'Augreilh.
- Château du Général Lamarque.
- Arènes de Saint-Sever sur la butte de Morlanne.
- L'ancienne sous-préfecture, maison de XVIIIe siècle[43].
- Hôtel de Bourrouilhan, qui conserve des vestiges de l'enceinte fortifiée du XVe siècle. En 2022, l'édifice fait partie des douze sites de la Nouvelle-Aquitaine retenus pour bénéficier de l'aide du Loto du patrimoine et doit recevoir à ce titre une aide de 300 000 euros de la part de la Mission Patrimoine de Stéphane Bern, qui devrait permettre des travaux préalables à une ouverture au public[44].

9 ha des « Vieux quartiers » de Saint-Sever forment un site naturel inscrit par l'arrêté ministériel du 3 novembre 1971.

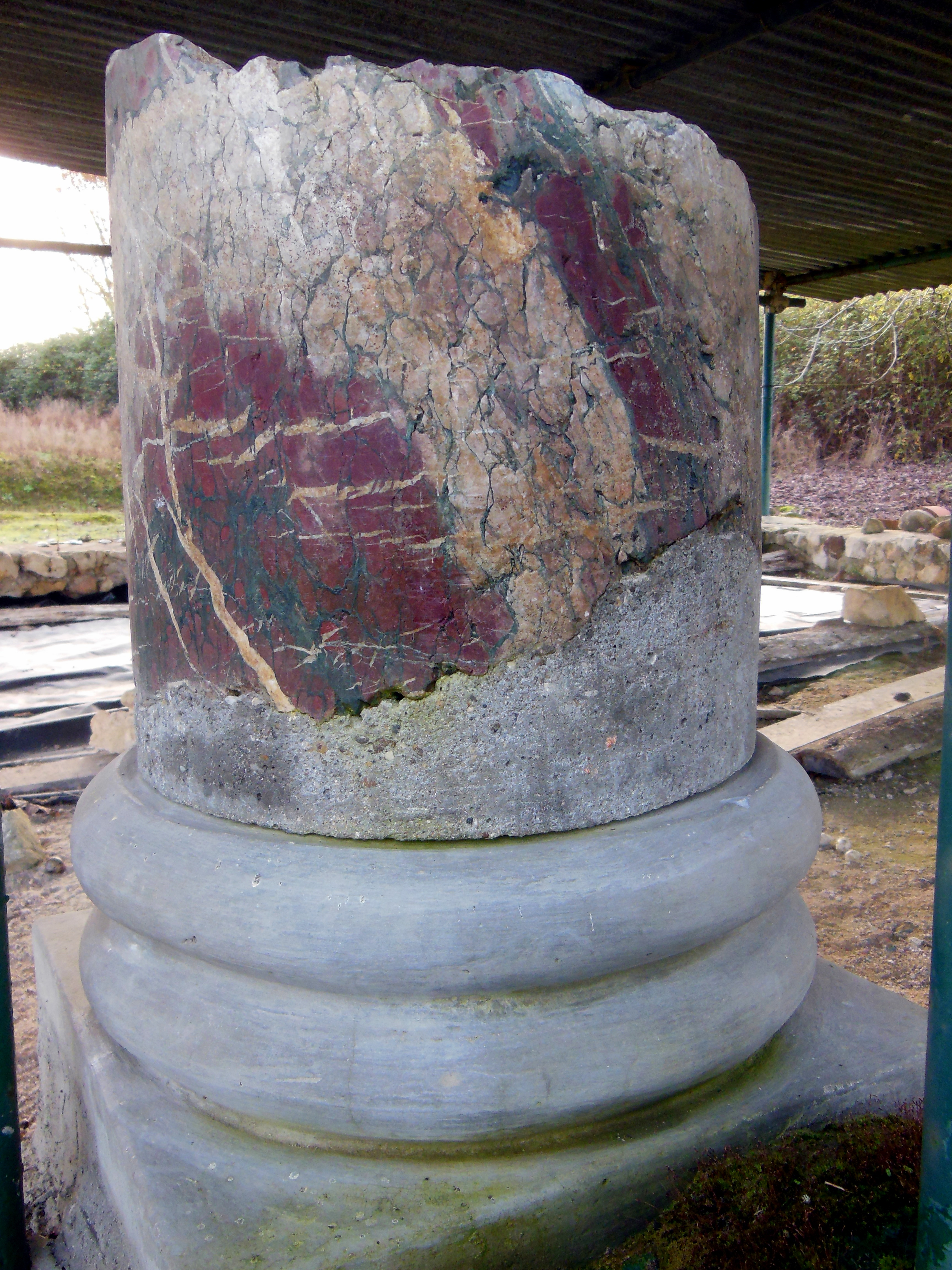
Vestige du péristyle de la villa du Gleyzia d'Augreilh.
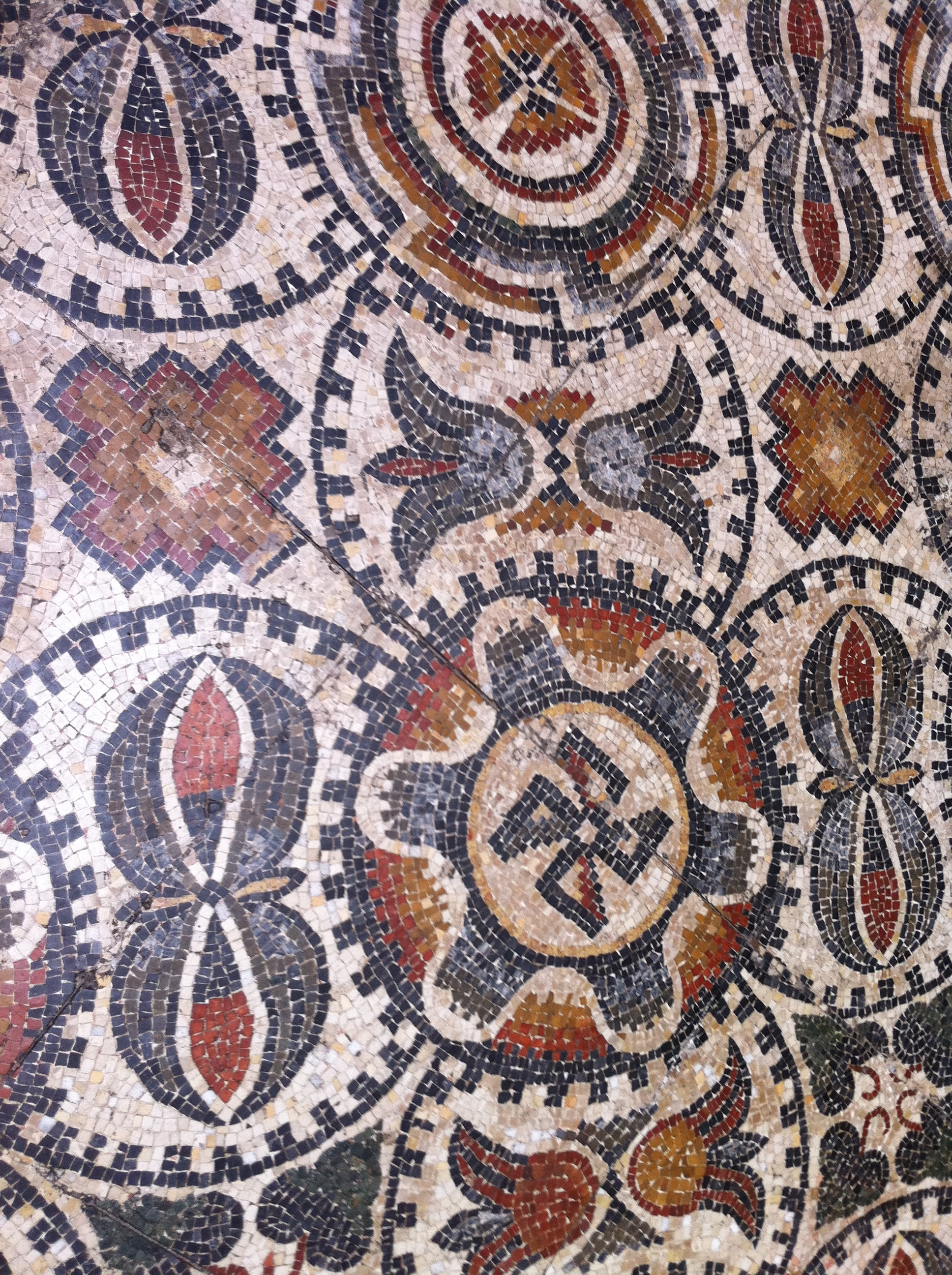
Mosaïques gallo-romaines de la maison du docteur Sentex.
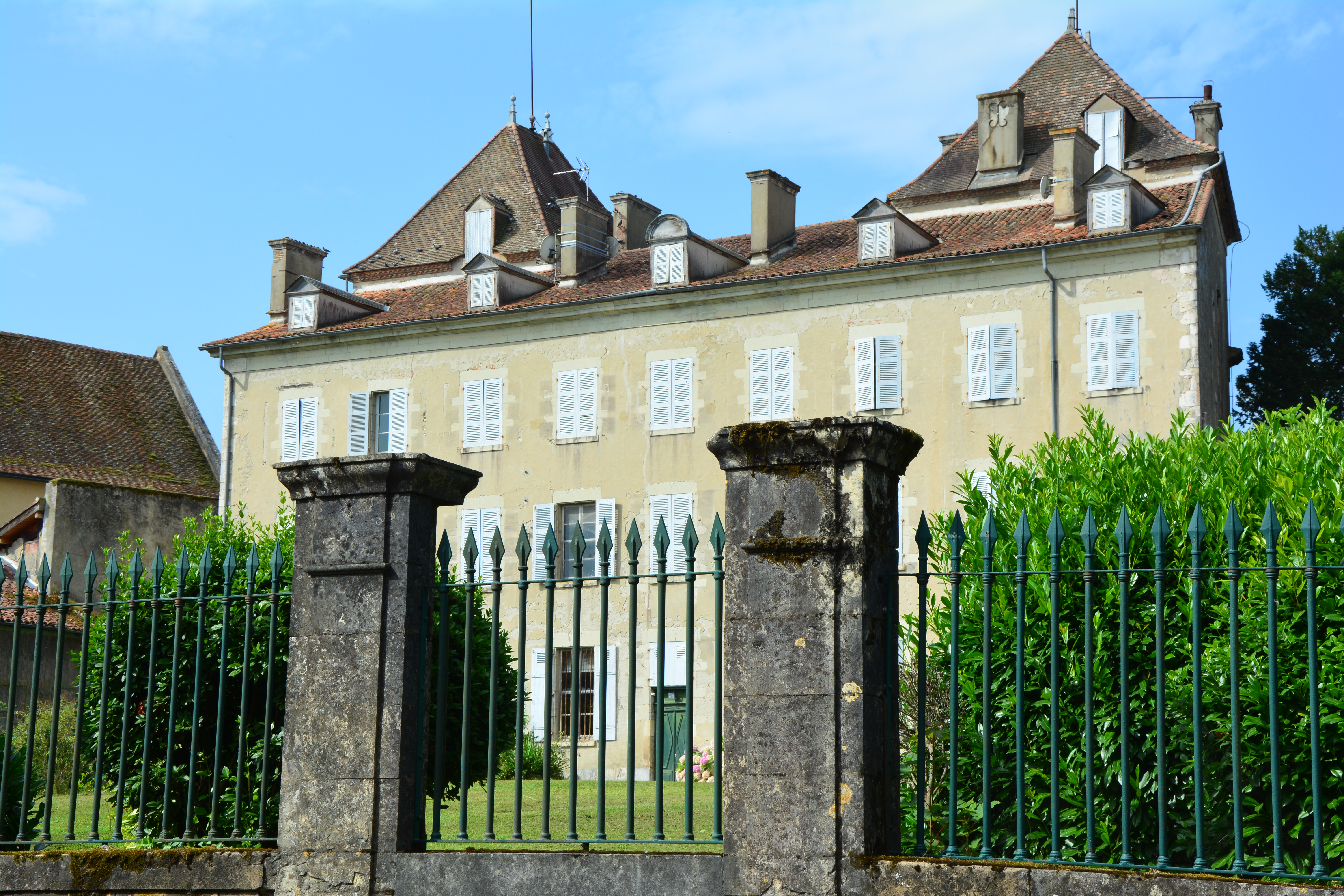
Façade est de la maison du général Lamarque.

### Patrimoine naturel

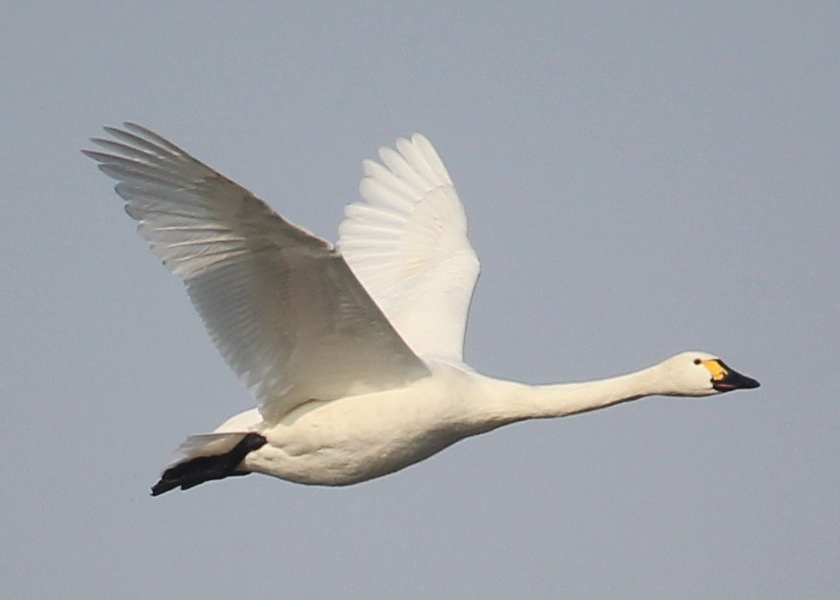
Cygne siffleur
(Cygnus columbianus).

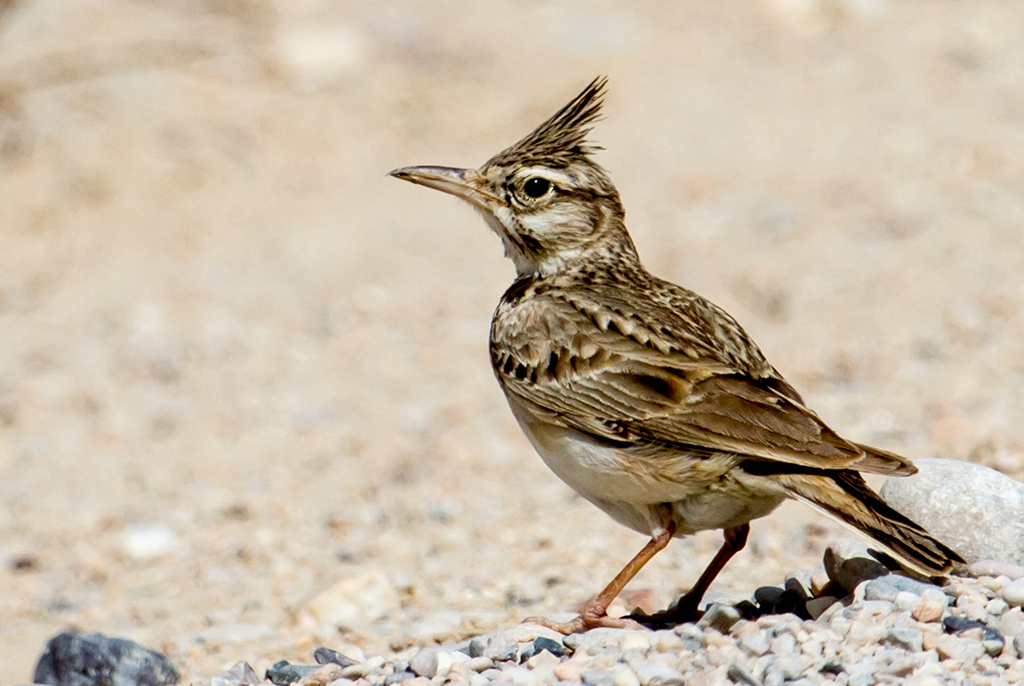
Cochevis huppé
(Galerida cristata).

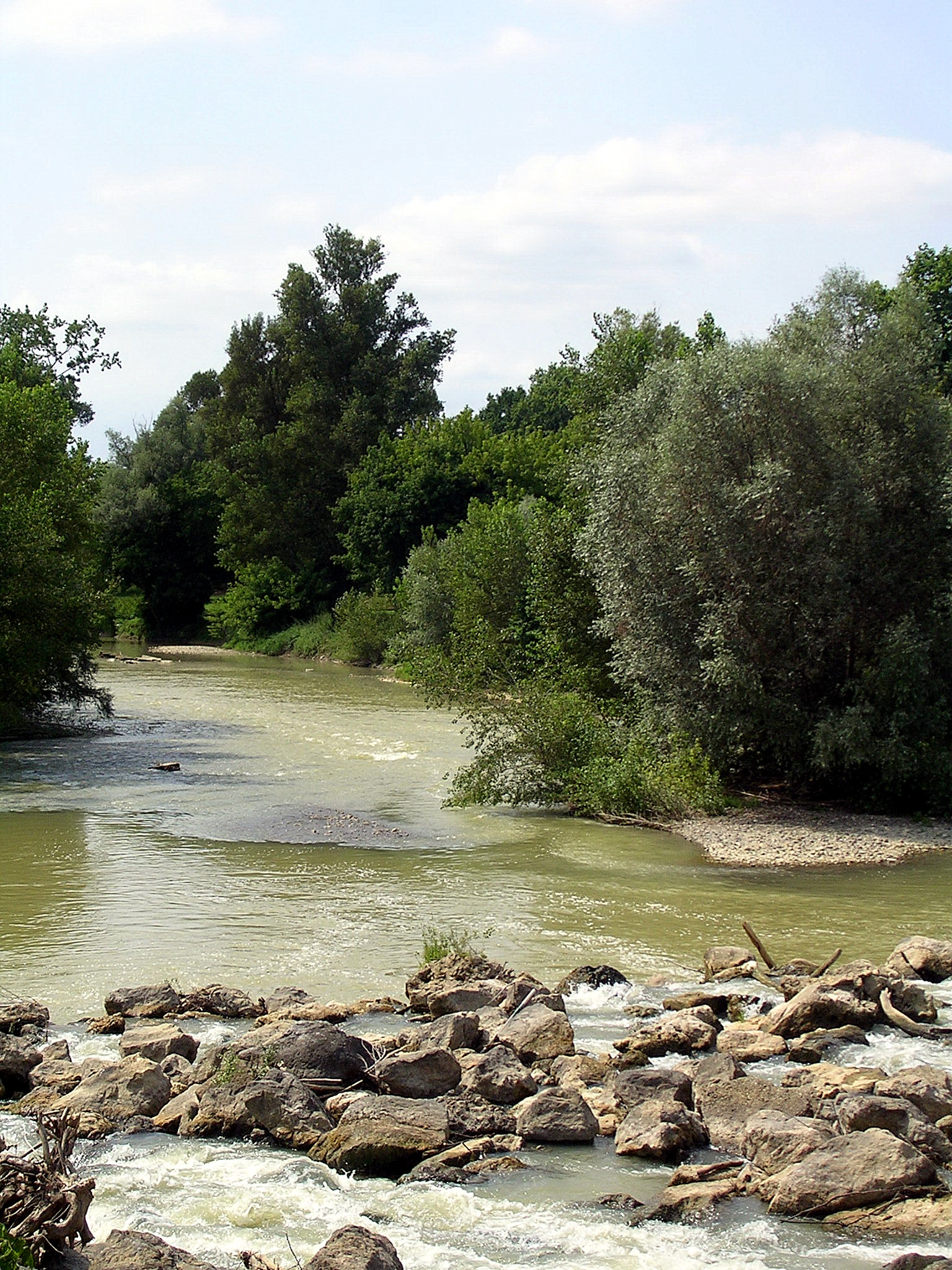
L'Adour à Saint-Sever.

Saint-Sever est concerné par deux zones naturelles d'intérêt écologique, faunistique et floristique (ZNIEFF) :
La ZNIEFF continentale de type 2 des « Saligues et gravières de l'Adour : tronçon de Saint-Sever à Mugron », soit 846,77 hectares, concerne sept communes landaises dont Saint-Sever. Elle vise environ 18,6 km des eaux courantes de l'Adour, formant un ruban de 600 m de large en moyenne qui inclut aussi des bois, des prairies améliorées et des champs cultivés, riverains de l'Adour. Elle abrite une quantité impressionnante d'espèces protégées, animales et végétales (voir la fiche Natura 2000 indiquée en référence), parmi lesquelles on peut citer la tourterelle des bois (Streptopelia turtur), le martin-pêcheur d'Europe (Alcedo atthis), le cochevis huppé (Galerida cristata), le busard Saint-Martin (Circus cyaneus), le faucon hobereau (Falco subbuteo), le faucon crécerelle (Falco tinnunculus), la buse variable (Buteo buteo), le chevalier guignette (Actitis hypoleucos), le chevalier gambette (Tringa totanus) et la mouette rieuse (Chroicocephalus ridibundus), dix espèces en déclin ou stables mais aux populations très réduites. La sarcelle d'été (Anas querquedula) est une espèce vulnérable en France, et le cygne siffleur (Cygnus columbianus) est une espèce en danger en France.
Sur la commune, cette ZNIEFF suit tout le cours de l'Adour en amont du pont de Péré, soit environ 2,8 km2 le long de la rivière.
La ZNIEFF continentale de type 2 des « Saligues et gravières de l'Adour : tronçon de Mauregard à Saint-Sever », soit 332,3 hectares, concerne les deux communes de Saint-Sever (environ 242 ha) et de Mongaillard (environ 90 hectares). Elle prolonge la ZNIEFF précédente sur environ 3 km du cours de l'Adour en aval du pont de la D 933S.
À son passage sur la commune, l'Adour est couvert par la Zone spéciale de conservation (ZSC) de « L'Adour », un site d'intérêt communautaire (SIC) selon la directive Habitat. Cette ZSC commence à l'entrée du fleuve sur la commune d'Aire-sur-l'Adour et continue jusqu'à l'embouchure (la partie précédente en amont est couverte par un autre zone de protection), s'étendant sur les départements des Landes et des Pyrénées-Atlantiques et totalisant 2 100 hectares. Elle est strictement limitée aux lits mineur et moyen de l'Adour qui, sur Saint-Sever comme en de nombreux autres endroits du cours d'eau, comportent des îlots de galets, des étendues d'eau stagnantes, des vasières et des mégaphorbiaies. Elle vise avant tout à préserver le fleuve en tant que chenal pour les poissons migrateurs. Le cours d'eau est également important pour le vison (Mustela lutreola, espèce en danger critique d'extinction), la toxostome (Parachondrostoma toxostoma, espèce vulnérable), trois espèces de lamproie dont l'état de conservation de l'espèce est défavorable (lamproie marine (Petromyzon marinus), lamproie de Planer (Lampetra planeri) et lamproie de rivière (Lampetra fluviatilis)) ; la grande alose (Alosa alosa), l'Alose feinte (Alosa fallax) et le saumon atlantique (Salmo salar), espèces maritimes classées vulnérables, remontent le fleuve pour leur reproduction. Côté végétaux, l'angélique à fruits variés (Angelica heterocarpa) est une espèce menacée en France.

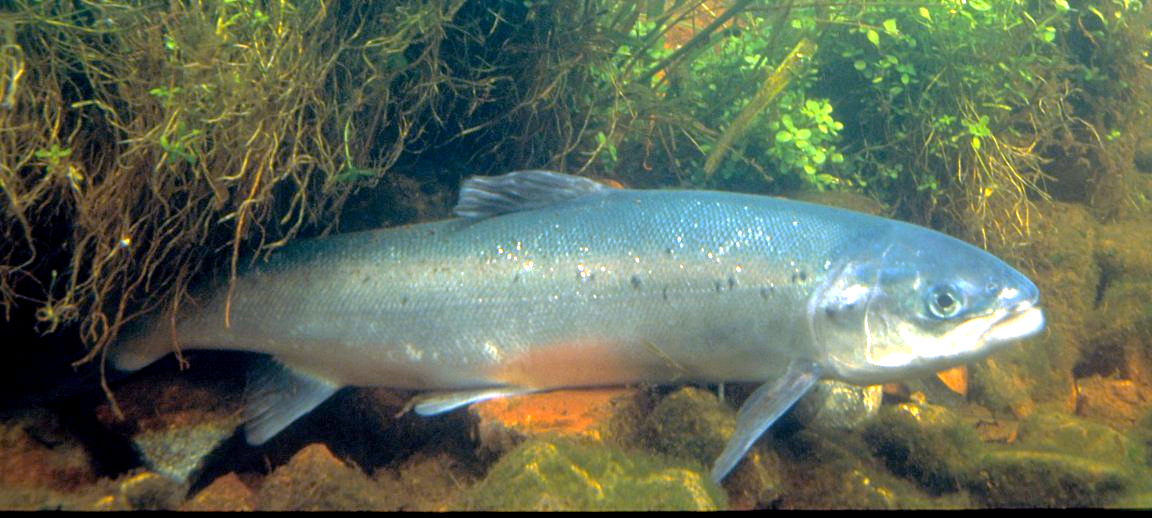
Saumon atlantique (Salmo salar).
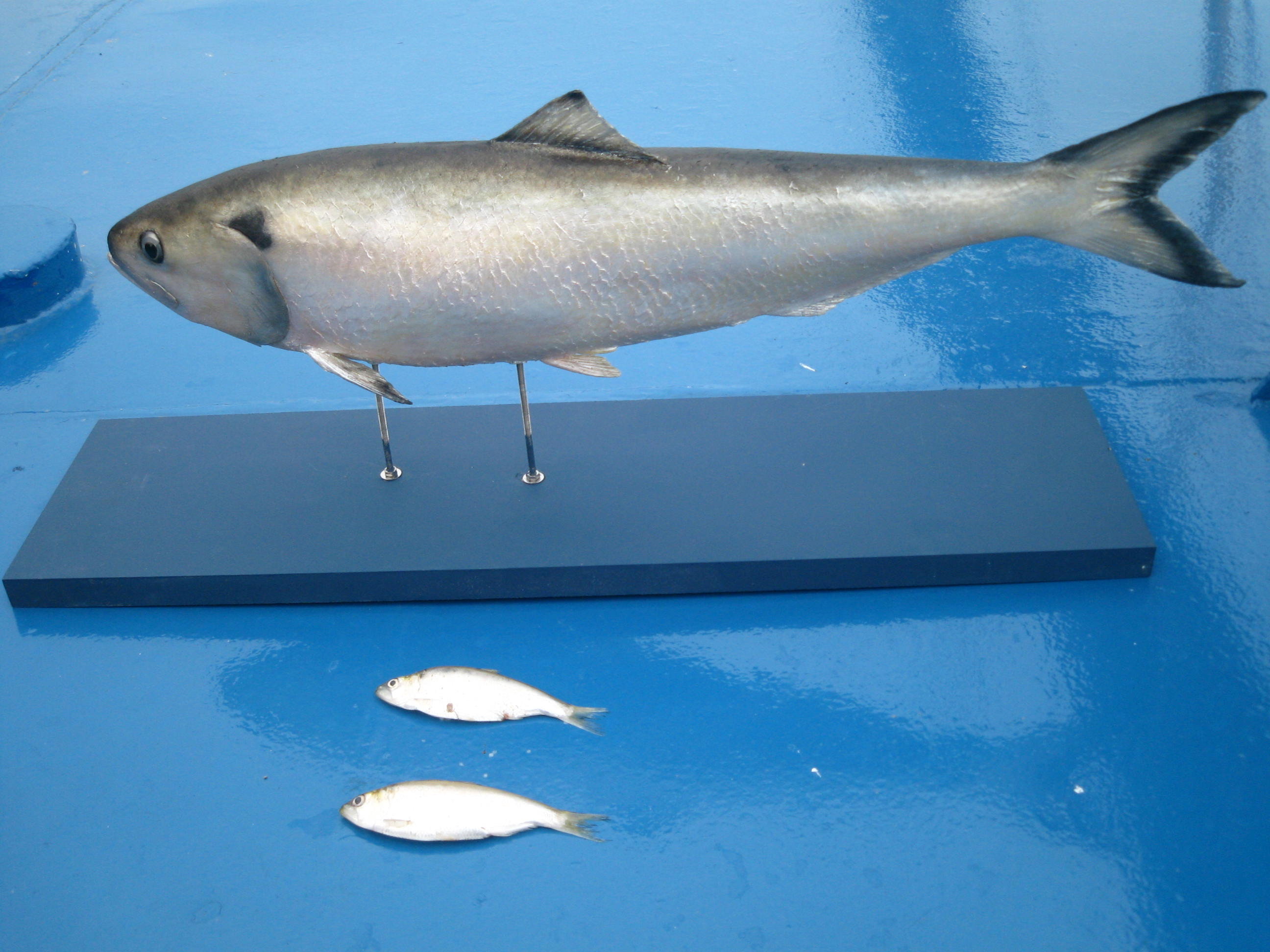
Grande alose (Alosa alosa).
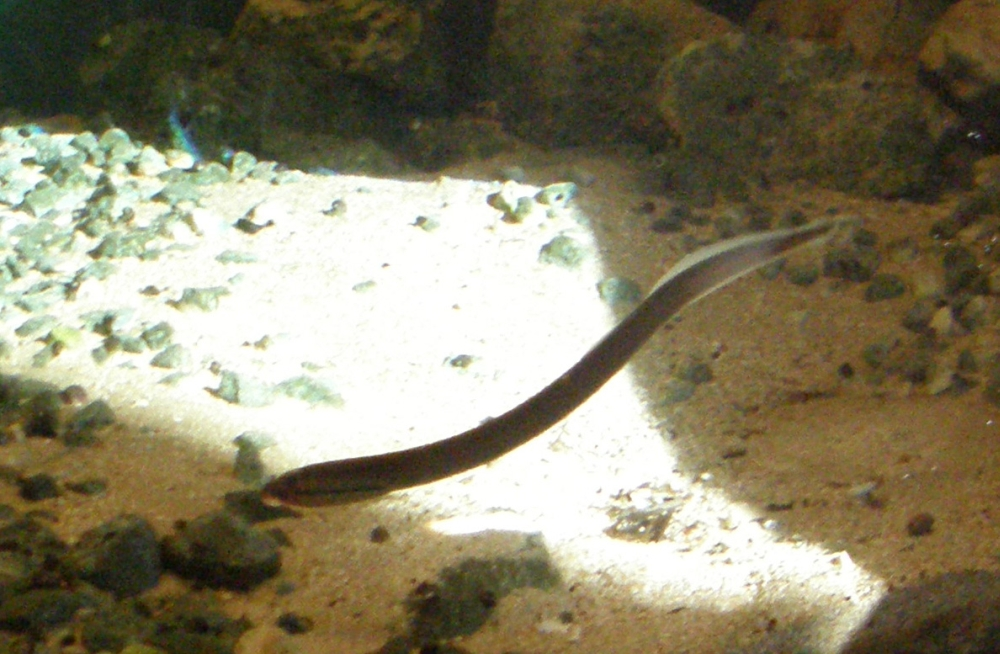
Lamproie de Planer (Lampetra planeri).
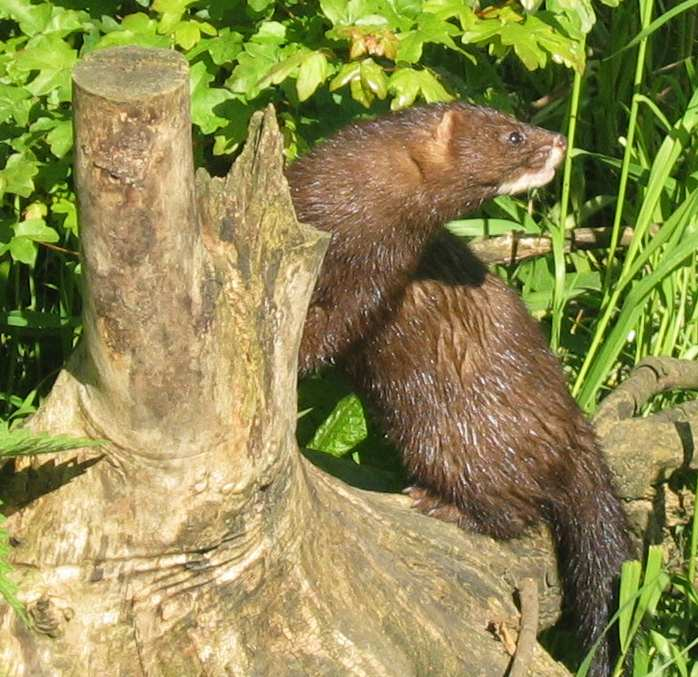
Vison d'Europe (Mustela lutreola).

- Dans son Catalogue des Mellifères du Sud-Ouest paru en 1890, le professeur Jean Pérez recense 216 spp d'abeilles (Anthophila) sur la commune.

En 2022, 66 % seulement (143 spp) de ces espèces ont été retrouvées.
Mais la découverte de 91 nouvelles espèces porte ce total à 233 spp.
- Bien que la commune soit à l'écart des principaux axes d'expansion de la faune méditerranéenne liée au réchauffement climatique (Vallée de la Garonne, Vallée du Rhône), elle n'en accueille pas moins régulièrement de nouvelles espèces :

Sceliphron curvatum, 2010 (Hymenoptera, Sphecidae), 1re observation dans le Sud-Ouest.
Andrena bicolorata, 2011 (Hymenopera, Andrenidae), 1re observation dans le Sud-Ouest.
Osmia niveocincta, 2012 (Hymenoptera, Megachilidae), 1re observation dans le Sud-Ouest (?).
Megachile sculpturalis, 2017 (Hymenoptera, Megachilidae).
Andrena colletiformis, 2021 (Hymenopera, Andrenidae), 1re observation dans le Sud-Ouest.
Andrena albopunctata, 2022 (Hymenopera, Andrenidae), 1re observation dans le Sud-Ouest
- L'entomofaune de la commune abrite aussi quelques espèces rares :

La première observation française (2018) de Paranovelsis incognitus (Coleoptera, Dermestidae) une espèce décrite en 2003 d'après des spécimens espagnols.
La première observation française (2022) de Leucospis sinensis (Hymenoptera, Leucospidae), une espèce asiatique détectée pour la première fois en Europe en 2013 (Italie).
La deuxiéme observation française (2017) du très rare Neochalcis osmicida (Hymenoptera, Chalcididae) une espèce parasite de Hoplitis tridentata.

### Événements
- Les festivités de la Saint-Jean se tiennent le dernier week-end de juin. Elles commencent par l'« Immortèla », le chant de la tradition interprété par la chorale, suivie de plusieurs autres moments symboliques dont la remise des clés à la "classe" (jeunes de la ville âgés de dix-huit ans dans l'année). Elles se terminent avec l'« l'Encantada », autre pièce de musique exécutée par la banda locale, puis par une mascleta (feu d'artifice de jour comme dans les fallas de Valence). Entre-temps se déroulent feria, novillada, course landaise (l'un des cinq concours officiels), la course des cuisinières (spectacle composé de divers jeux avec une vache landaise au cours desquels la "classe" de l'année affronte celle de l'année passée)[66].
- Un spectacle historique appelé Vasconniales est organisé début août ; il présente l'histoire médiévale de Saint-Sever, avec la participation d'acteurs professionnels et de bénévoles.
- Une exposition artisanale la semaine du 15 août se déroule aux Jacobins depuis 1975.
- Une exposition botanique appelée Varietas Florum en avril dans le cloître des Jacobins depuis 1990[67].
- La fête de Péré, autour du 20 août, offre une novillada.
- Le festival taurin autour du 11 novembre est une semaine taurino-culturelle.
- Festivolailles (fin novembre ou début décembre) : exposition de volailles festives par les éleveurs landais, marché médiéval et de produits du terroir, dégustation gratuite de produits du terroir, menus à thème dans les restaurants de la ville.

### Pèlerinages
Saint-Sever se trouve sur la voie de Vézelay du chemin de Compostelle.

### Autres activités touristiques et de loisirs
Depuis 2014, il est possible de faire la visite virtuelle de la ville sur tablette numérique. L'office de tourisme ouvre une agence toute l'année.
Il est également possible de visiter le Musée d'art et d'histoire du Cap de Gascogne, situé dans le couvent des Jacobins.

## Personnalités liées à la commune

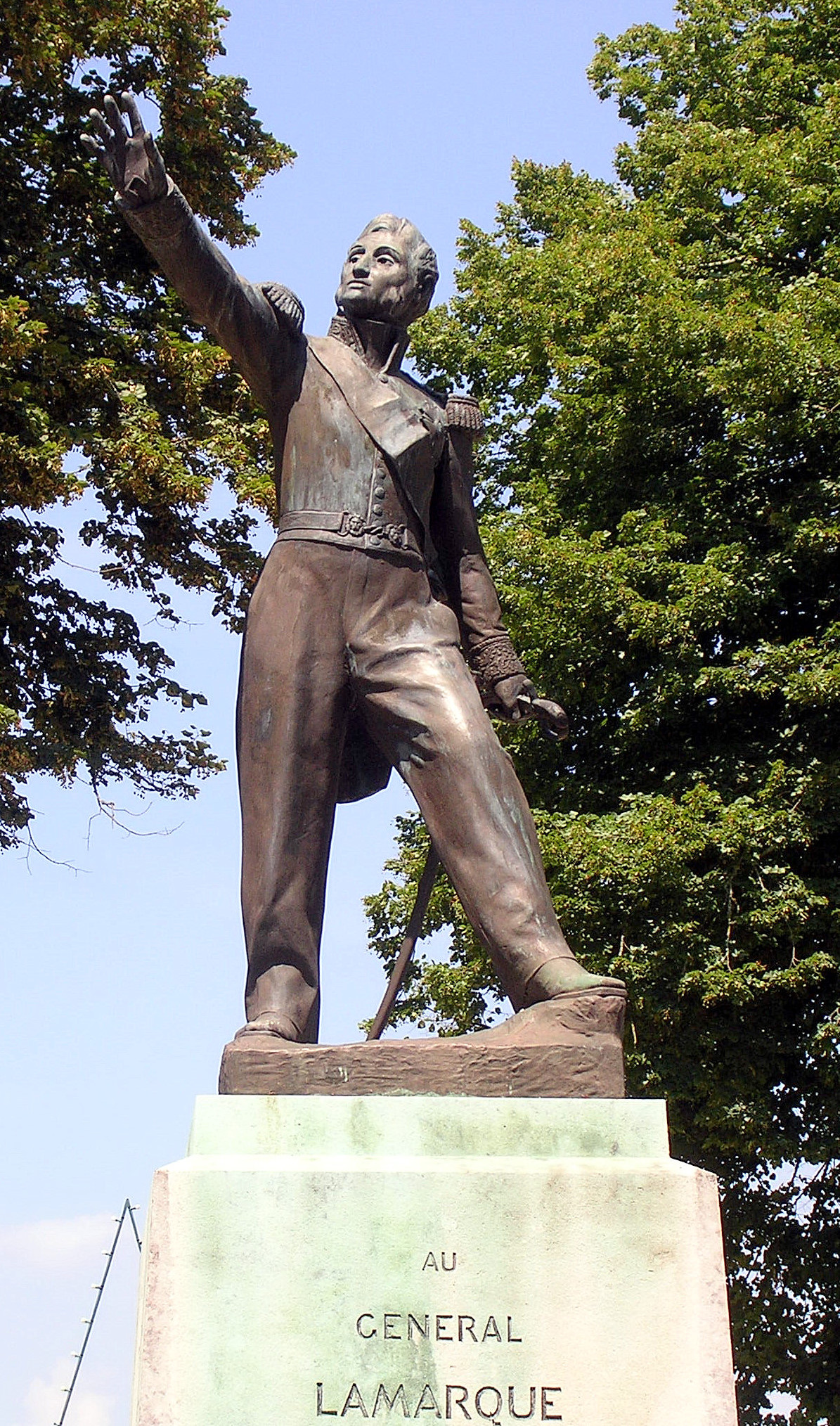
Statue du général Lamarque.

- Saint Sever, mort en martyr vers 407 ;
- Guy VIII de Laval, mortellement blessé en 1295 lors d'un siège de 3 mois de la ville ;
- Arnaud de Moles (1470-1520), maître verrier ;
- Paul Cadroy, avocat, député et maire de la commune, mort le 23 novembre 1813 ;
- Simon de La Porterie (1728-1803), religieux et homme politique né à Saint-Sever, député du clergé aux États généraux de 1789.
- Pierre-Joseph de Lamarque, homme politiques né le 4 mai 1733 à Saint-Sever (Landes) et décédé le 21 août 1802 au même lieu.
- Salomon Mericamp (1751-1794), homme politique, né et mort guillotiné à Saint-Sever, député des Landes.
- Alexis de Basquiat-Mugriet (1757-1844), homme politique né et décédé à Saint-Sever, député du tiers état aux états généraux de 1789.
- Le général Jean Maximilien Lamarque, né à Saint Sever (1770) et mort à Paris (1832), proche collaborateur de Napoléon Bonaparte ;
- Le général Antoine Simon Durrieu (1775-1862), général, pair de France, député ;
- Jean-Marie Léon Dufour (1780-1865), médecin et entomologiste ;
- Jean Arnaud Cabannes de Cauna (1783-1829), maire de Saint-Sever, sous-préfet et député des Landes ;
- Bernard-Augustin de Cabannes (1822-1882), aristocrate et héraldiste ;
- Léon Léon-Dufour (1864-1926), historien et généalogiste, petit-fils de Léon Dufour ;
- Jean-Marie Commenay (1924-1998), avocat, député des Landes de 1958 à 1978, maire de Saint-Sever de 1965 à 1989.

### Sportifs
- René Crabos (1899-1964), joueur de rugby à XV et capitaine du XV de France, né et mort à Saint-Sever ;
- Robert Carrère (1921-2008), joueur de rugby à XV, né à Saint-Sever ;
- Roger Brethes (1936-2018), né et mort à Saint-Sever, joueur français de rugby à XV, qui a joué avec l'équipe de France et au SA Saint-Sever au poste d'arrière ;
- Frédéric Fauthoux (1972-), joueur et capitaine de l'Élan Béarnais Pau-Orthez, né à Saint-Sever ;
- Lucas Tauzin (1998-), joueur international français de rugby à XV (champion du monde des moins de 20 ans et des moins de 18 ans) et à VII, évoluant au Stade Toulousain.

## Littérature
Dans son roman Pantagruel (Le Tiers Livre, chapitre XLII), François Rabelais évoque les aventures de Gratianauld, soldat gascon natif de Saint-Sever participant au siège de Stockholm en 1518.